# Ulrich Rückriem

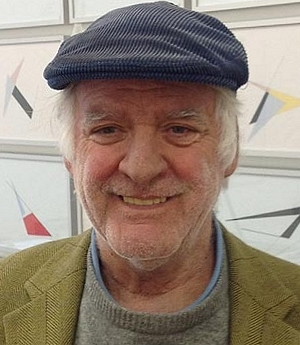
Ulrich Rückriem

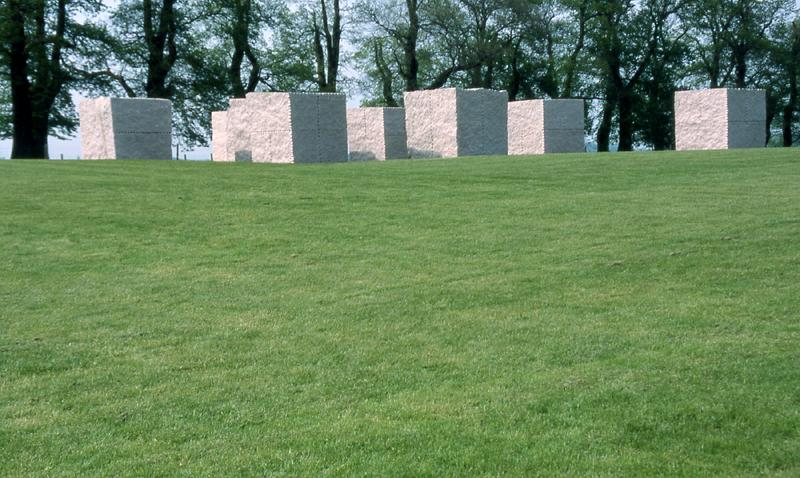
Variationen eines Blocks, Dycks slott

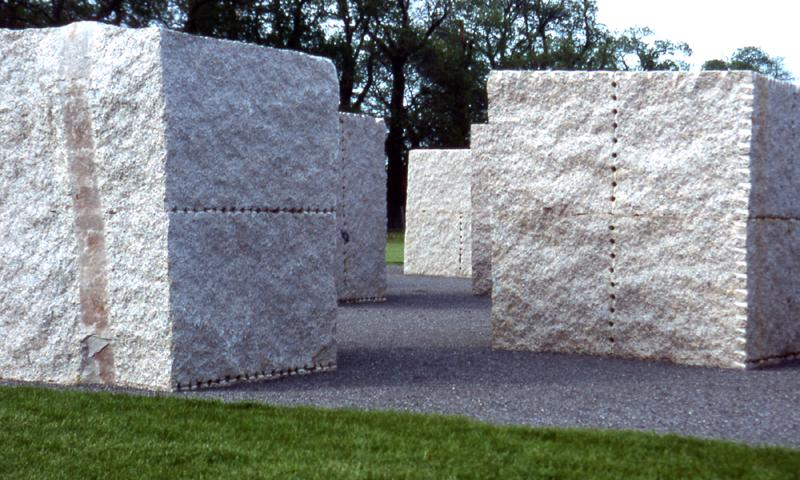
Variationen eines Blocks, detalj

Ulrich Rückriem, född 30 september 1938 i  Düsseldorf, är en tysk skulptör.
Ulrich Rückriem gick i lära som stenhuggare i Düren 1957-59 och arbetade därefter vid Dombauhütte i Köln och studerade samtidigt för Ludwig Gies vid Konstfackskolan i Köln. Från 1963 arbetade han som fri konstnär. Från 1969 delade han ateljé med 
Blinky Palermo i Mönchengladbach. 
Han undervisade i konst vid Hochschule für bildende Künste Hamburg från 1974), och vid Kunstakademie Düsseldorf från 1984 och vid Staatlichen Hochschule für Bildende Künste (Städelschule) i Frankfurt am Main från 1988.
Ulrich Rückriem deltog i documenta 1972, 1982 och 1992. I Skulpturen-Halle Ulrich Rückriem i Sinsteden nära Köln finns en permanent utställning med ett hundratal skulpturer av Ulrich Rückriem.

## Offentliga verk i urval
- Krigsminnesmärke,1965 i Nörvenich i Tyskland
- Svart svensk granit, diabas, 1981, Skulpturparken vid Moderna museet på Skeppsholmen i Stockholm
- Heine-monumnet, 1982 i Bonn
- Ein Stein in vier Teile gespalten, trappa från Regeringsgatan mot Johannes kyrkogård i Stockholm
- Finnischer Granit gespalten , 1992-93, Goethe-Institut i München
- Siglo XX, 20 stelen i granit, 1995, nära Abiego i Spanien
- Granit Rosa Porriño, Alten Marktplatz i Lörrach, åsom en del av Lörracher Skulpturenweg
- Opus magnum, 2009, Skulpturenweg Salzgitter-Bad i Tyskland

## Bildgalleri

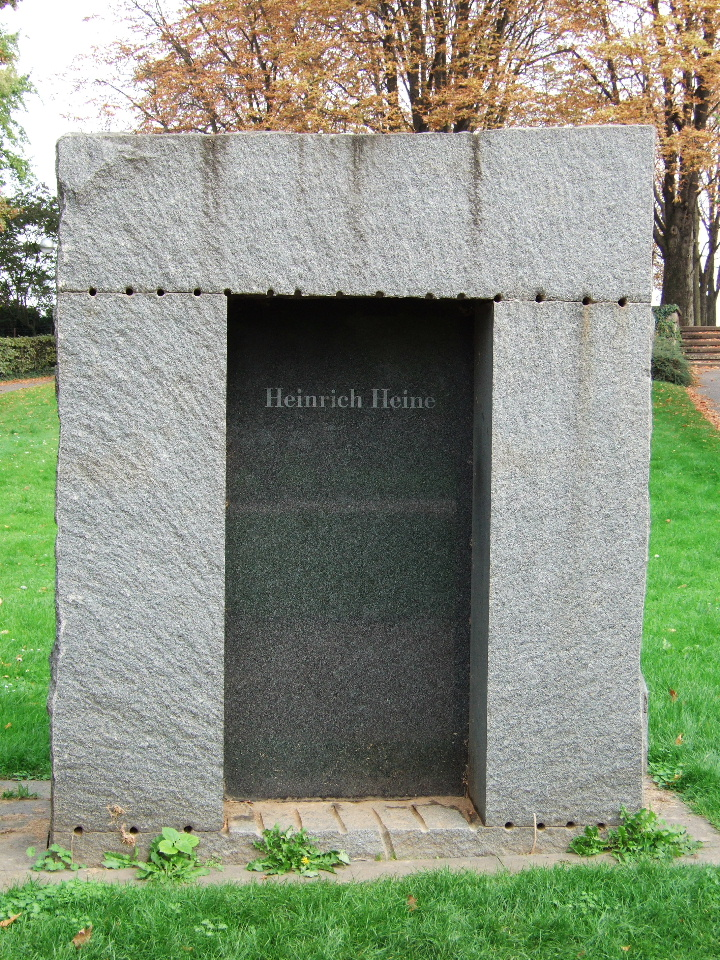
Heine-monumentet i Bonn
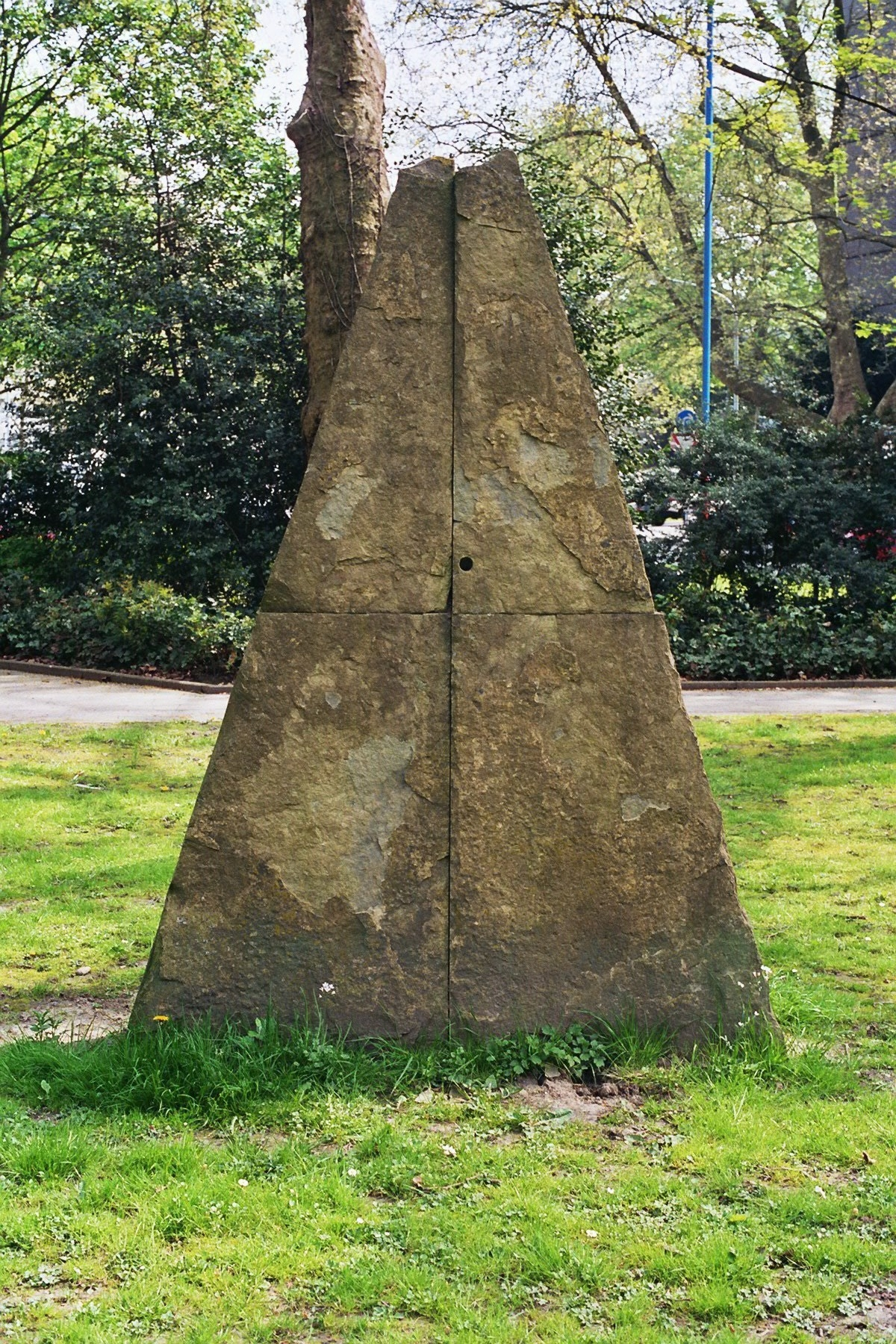
Skulptur i dolomit, 1983, i Essen
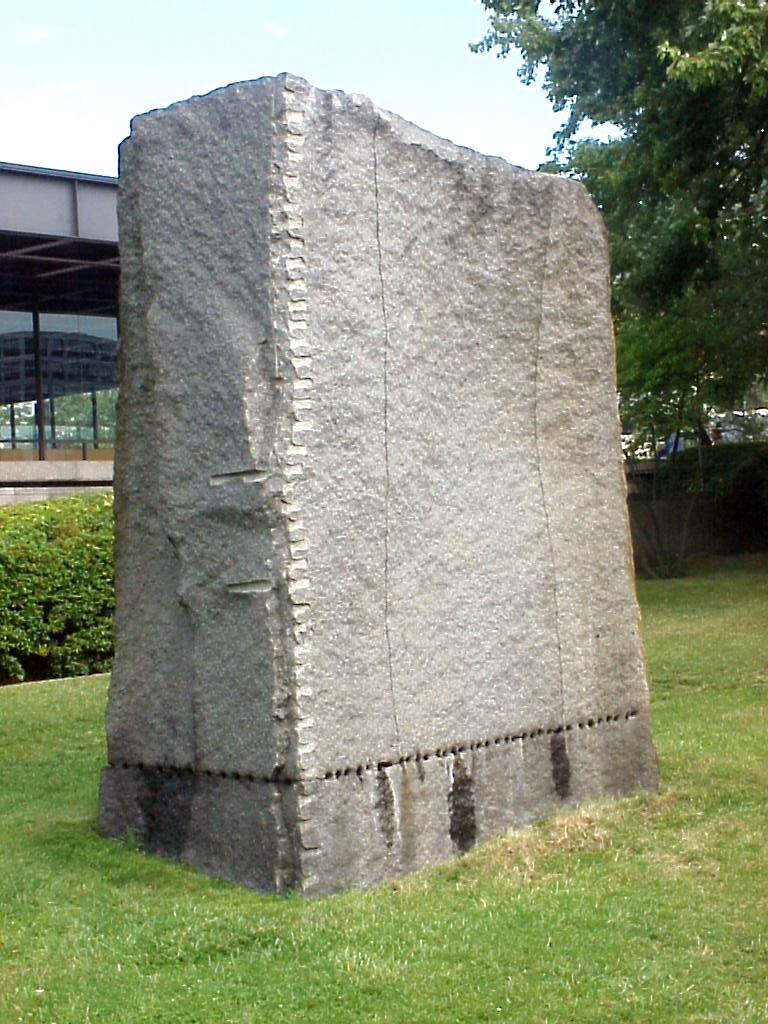
Skulptur i normandisk granit, 1985, utanför Neue Nationalgalerie i Berlin
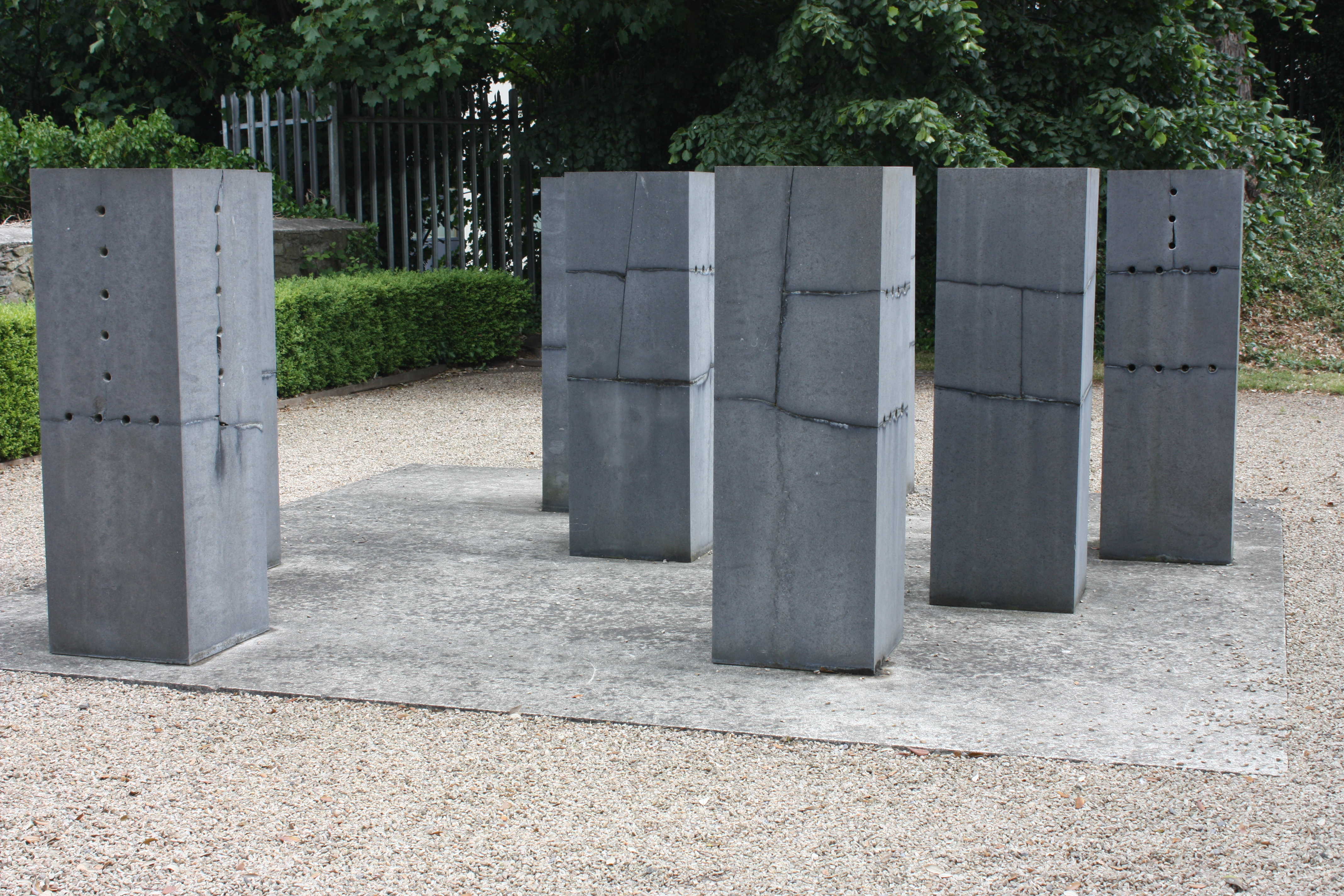
Skulptur i kalksten, 1988, Irish Museum of Modern Art i Dublin
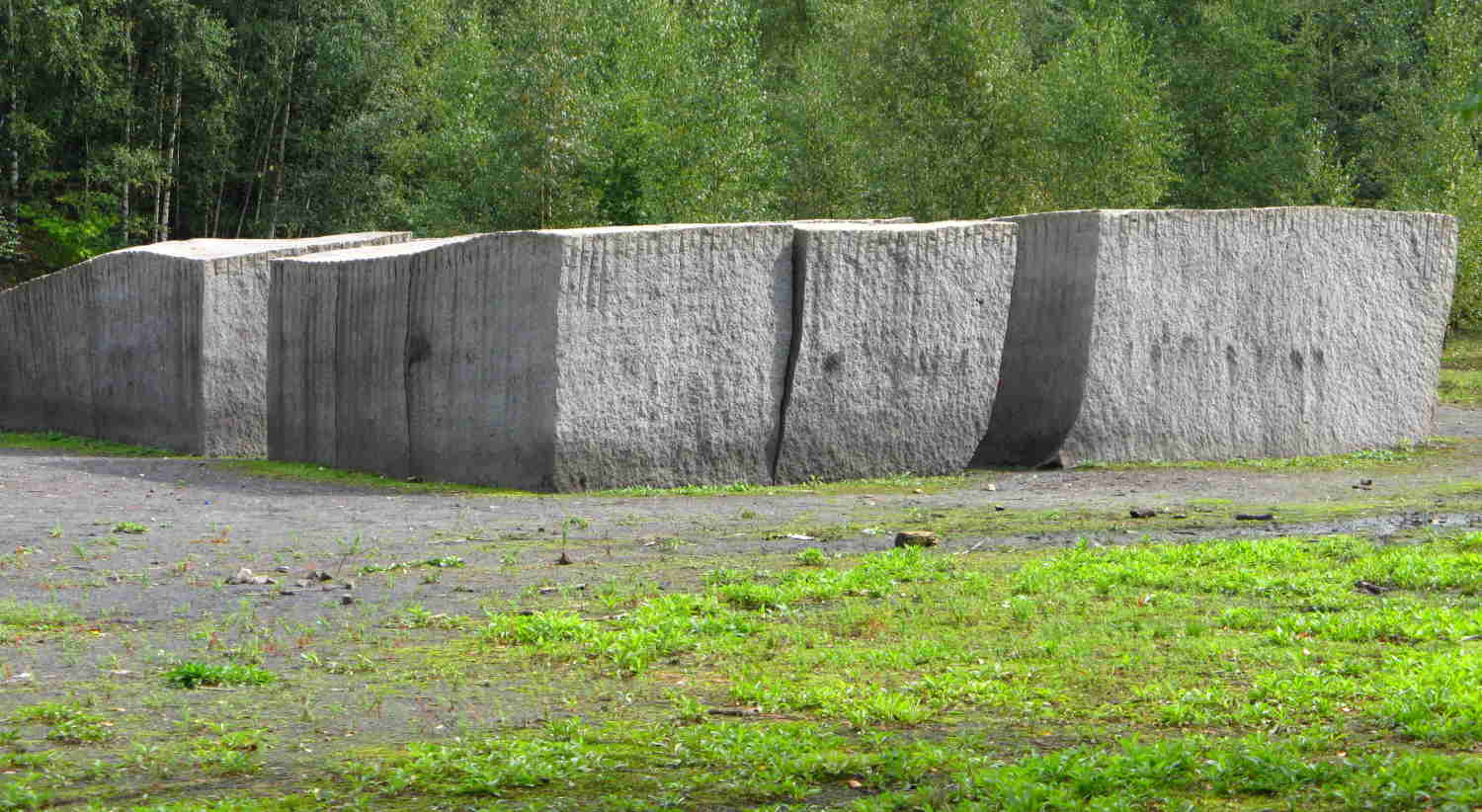
Castell, 1991, kolgruvan Zollverein i Essen
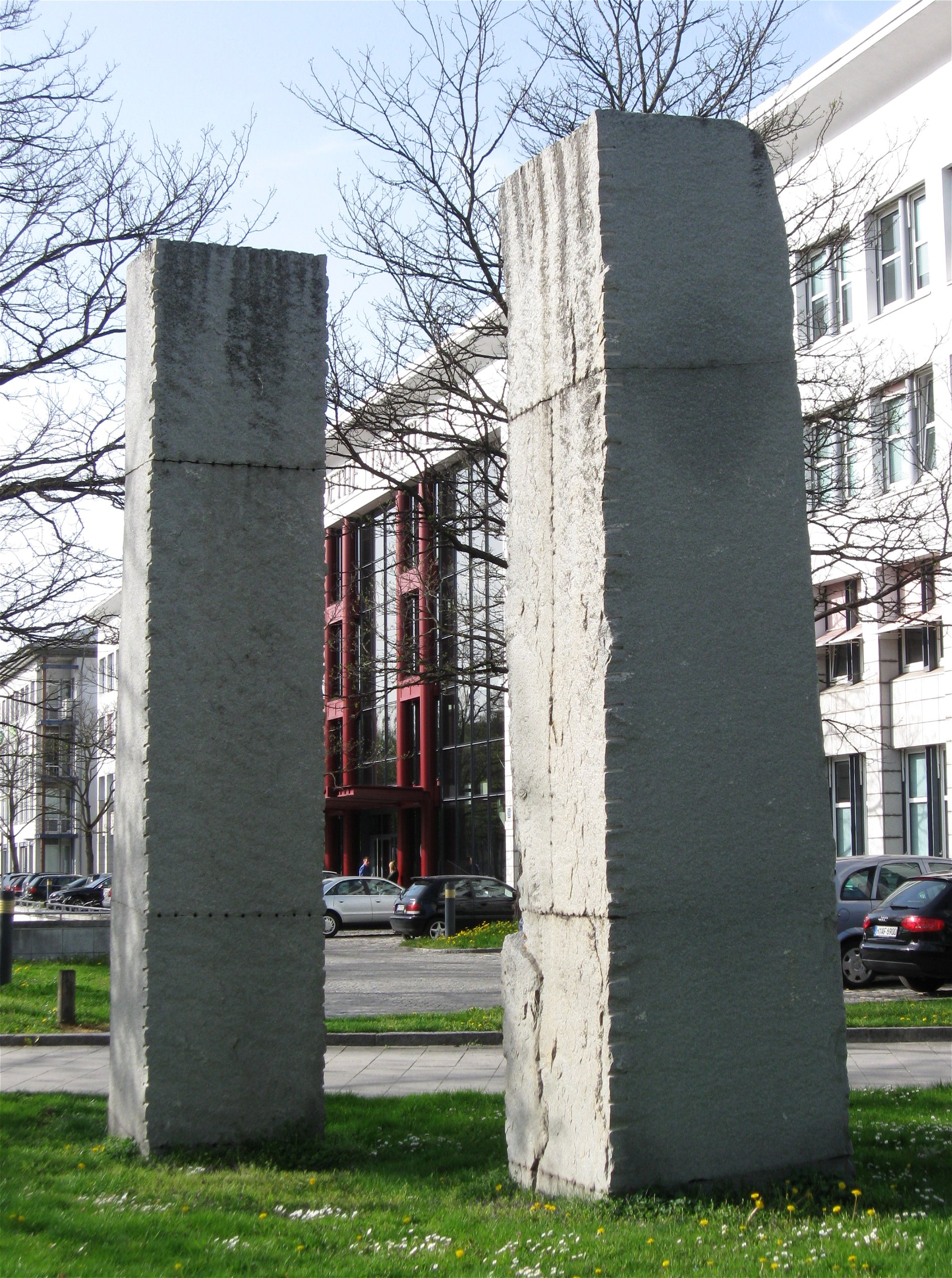
Finnischer Granit gespalten 1992-93i München
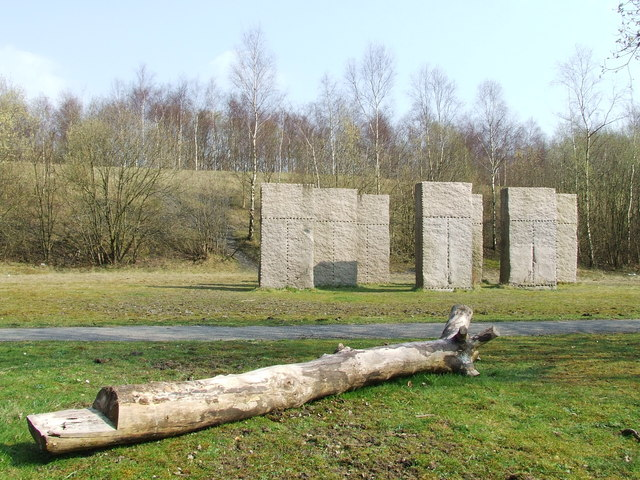
7 Steles, 1999, Irwell Sculpture Trail i Storbritannien
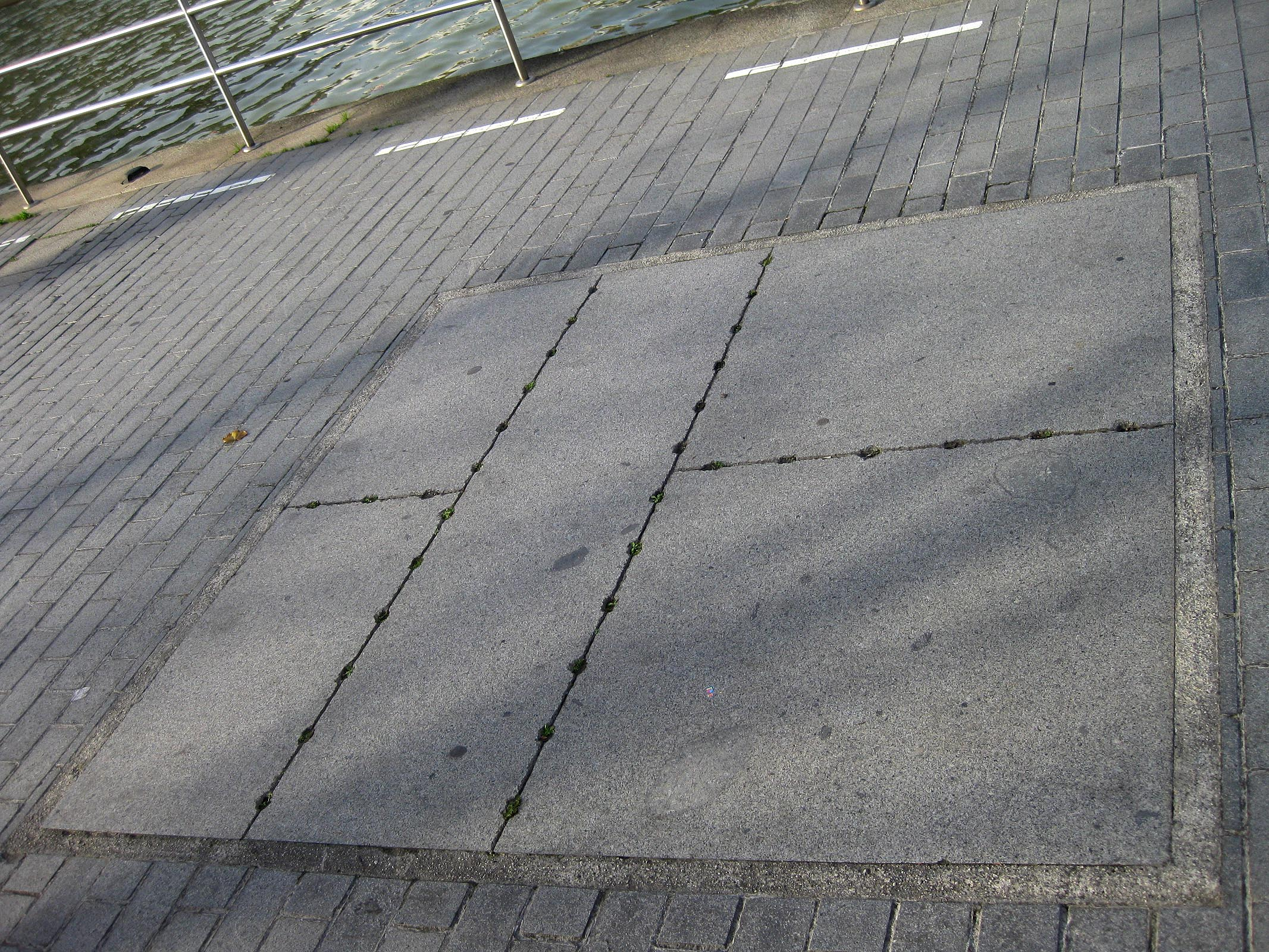
Utan titel, 2003, Muelle de Evaristo Ghurruca, Bilbao